# Watergate
Cet article concerne le complexe immobilier du Watergate. Pour le scandale du même nom, voir Scandale du Watergate. Pour les autres homonymes, voir Watergate (homonymie).

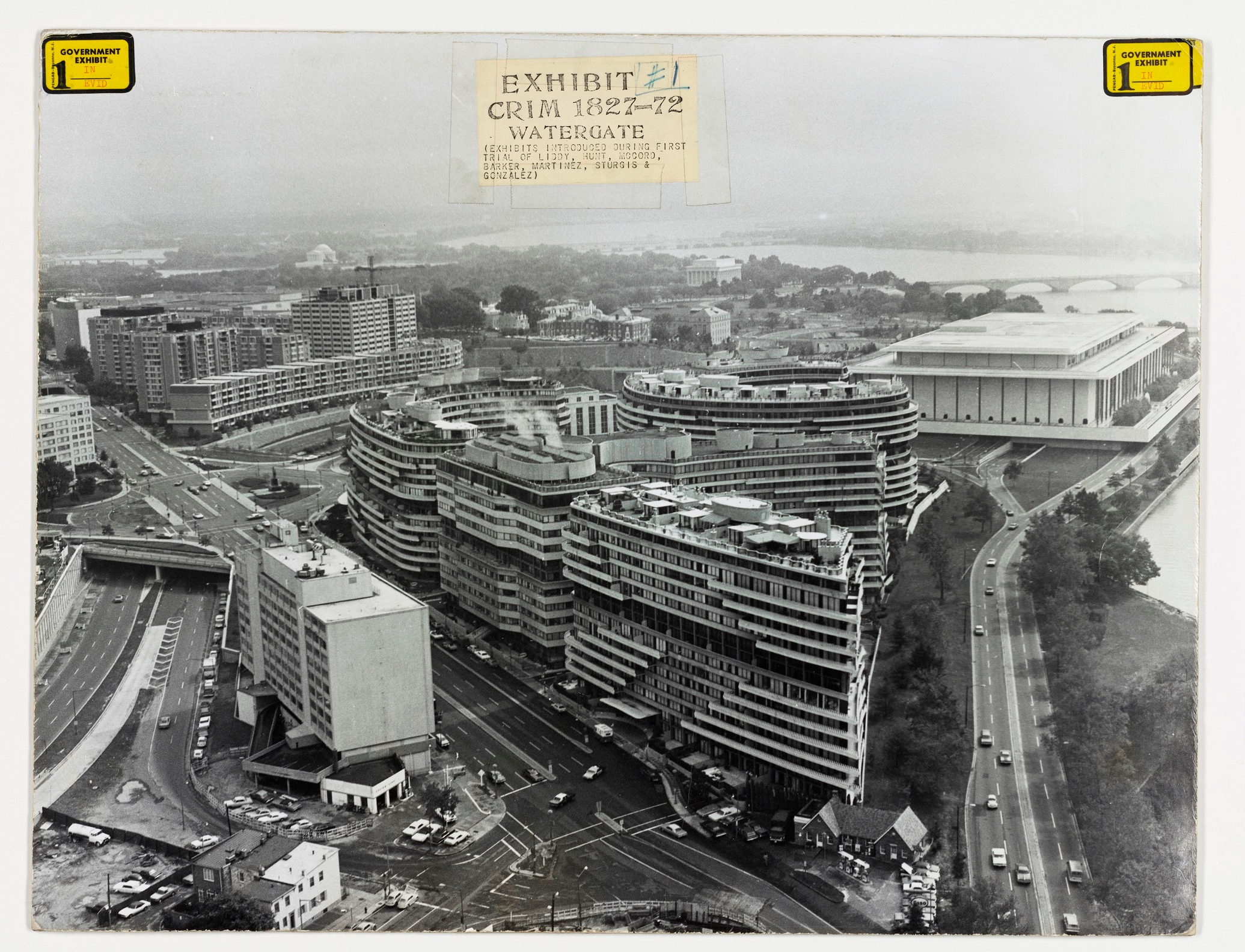
Immeuble du Watergate, en arrière-plan à droite le Kennedy Center.

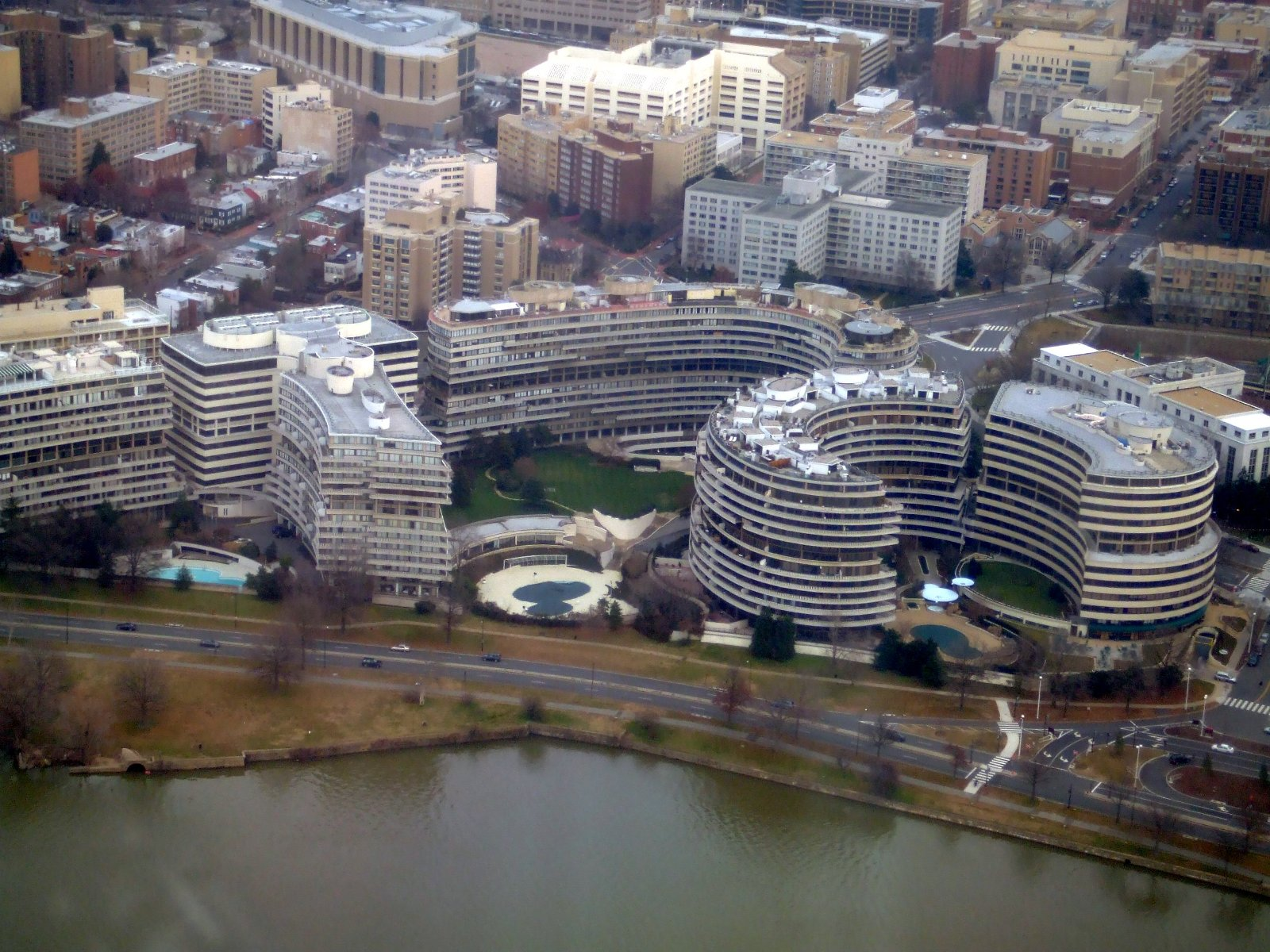
Le complexe du Watergate dominant le Potomac en janvier 2006.

Le Watergate est un complexe de bâtiments situé à Washington, capitale des États-Unis.
L'hôtel inclus dans le complexe est célèbre pour servir de quartier général au Parti démocrate et être le lieu de la tentative de pose de mouchards électroniques dans la nuit du 17 juin 1972, qui conduit au scandale du Watergate, entraînant la démission du président des États-Unis Richard Nixon.

## Localisation
Donnant sur les rives du Potomac, le complexe se trouve à 1,5 km à l'ouest de la Maison-Blanche. Il est adjacent au Kennedy Center et à l'ambassade d'Arabie saoudite.

## Histoire
Le Watergate est construit par l'entreprise italienne Società Generale Immobiliare, qui pour dix millions de dollars achète les dix acres au début des années 1960.
Dans les années 1970 la pègre y détient des salles de jeux.
Son nom provient du fait qu'il se trouve à proximité immédiate de l'ancienne écluse à marée de Tidewater Lock (en) qui marque l'une des extrémités du Chesapeake and Ohio Canal.
Le 21 octobre 2005 les deux bâtiments de bureaux sont inscrits au Registre national des lieux historiques.
Parmi les occupants célèbres du Watergate, on peut citer Ruth Bader Ginsburg, juge à la Cour suprême, Bob Dole, Betty Currie, l'ancienne secrétaire de Bill Clinton, Monica Lewinsky, Ben Stein acteur et producteur ou Paul O'Neill et l'ancienne secrétaire d'État Condoleezza Rice.
L'ambassade de Libye aux États-Unis y a son siège.

## Architecture
Le plan du complexe qui est l'œuvre de l'architecte italien Luigi Moretti, s'inscrit dans l'architecture moderne et est composé de six bâtiments : un hôtel, deux bâtiments de bureaux et trois de logements proposant 600 appartements.